# سولوشاردو
سولوشاردو (به مجاری:  Szőlősardó) یک منطقهٔ مسکونی در مجارستان است که در ناحیه ادلنی واقع شده‌است.